# Colocasia basistriga
Colocasia basistriga är en fjärilsart som beskrevs av Walker 1856. Colocasia basistriga ingår i släktet Colocasia och familjen Pantheidae. Inga underarter finns listade i Catalogue of Life.